# Стэвин, Мари
Мэри Анн-Катрин Стэвин (иногда описывактся как Мари Стевин или Ставин; швед. Mary Ann-Catrin Stävin; род. 20 августа 1957, Эребру) — шведская актриса

, фотомодель и победительница конкурса Мисс Мира 1977 года, став третьей шведкой, выигравшей корону Мисс Мира. Известна также по фильмам о Джеймсе Бонде «Осьминожка» (1983) и «Вид на убийство» (1985).

## Биография
Мари Стэвин родилась в шведском графстве Эребру в 1957 году.
Стевин начала свою актерскую карьеру в начале 1980-х годов. Она появилась в двух видеоклипах Адама Анта: «Ant Rap» (1981) и «Strip» (1983).
Первая роль Стевин в кино была в бондиане «Осьминожка» (1983), где она сыграла девушку-осьминога. Затем она появилась в следующем фильме о Бонде «Вид на убийство» (1985) в более крупной роли агента Кимберли Джонс. Актёр игравший Бонда Роджер Джордж Мур позже написал в своей автобиографии, что «уплыть на борту подводной лодки с Мэри Стэвин, должно быть, мечта многих мужчин».
Мари Стевин встречалась с английским футболистом Доном Шэнксом с 1978 по 1982 год, затем с 1982 по 1985 год с североирландским футболистом Джорджем Бестом, и пара выпустила альбом упражнений «Shape Up and Dance».
Стевин продолжила свою актерскую карьеру после фильмов о Бонде. У нее были роли второго плана в фильмах ужасов «Дом» (1986) и «День открытых дверей» (1987), «Противник» (1988), «Высшая черта» (1988) и «Вой 5: Возрождение» (1989).
Стевин сыграла главную женскую роль в боевиках «Ударный коммандос 2» (1988) и «Рожденные сражаться» (1989). Оба были сняты Бруно Маттеи, а главную роль сыграл Брент Хафф. Ставин также сыграл Хебу в телесериале «Твин Пикс» (1990).
В конце 1980-х Стевин была замужем за актером Стивом Джеймисоном и развелась с ним, а затем у нее были пятилетние отношения с актером Уильямом Холдсвортом.
Мэри Ставин время от времени выступала с середины 1990-х годов. Она вышла замуж за бизнесмена Николаса Уилкоксона в 1995 году; у пары есть дочь, родившаяся в 1996 году. В настоящее время живет в американском штате Калифорния.